# ۲۸۲ (میلادی)
۲۸۲ (میلادی) دویست و هشتاد و دومین سال تقویم میلادی است.

## درگذشتگان
- سپتامبر یا اکتبر - پروبوس، امپراتور روم

‎